# تنسيق التسجيل

أسطوانة، ورأس، وقطاع من محرك أقراص صلبة. تمثل القطاعات تنسيق حاوية تسجيل. قد تكون البيانات الرقمية المسجلة على الأقراص عبارة عن تنسيقات ملف حاوية ثانوية وتنسيقات محتوى بيانات رقمية خام مثل الوسائط السمعية الرقمية أو نص ترميز آسكي.

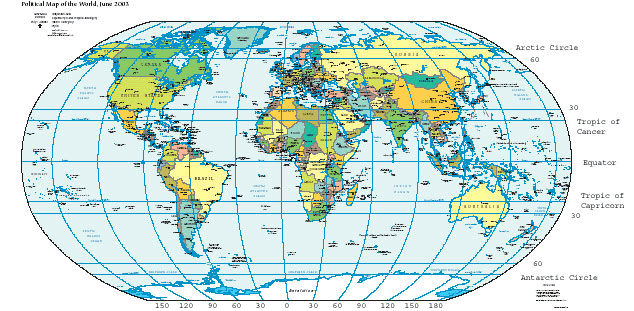
خريطة لكوكب الأرض تظهر خطوط العرض (أفقيًا) وخطوط الطول (رأسيًا) وهذه الخطوط تمثل شبكة، وهي إحدى الطرق لتقسيم واحتواء بيانات علم الخرائط المسجلة. الكتل الأرضية والمحيطات هي بيانات خرائطية في تنسيق محتوى خام (صورة خرائطية). ويظهر النص في تنسيق محتوى خام رمزي هجائي عددي.

تنسيق التسجيل هو التنسيق المستخدم لتشفير البيانات وتخزينها على أحد وسائط التخزين. وقد يكون التنسيق عبارة عن معلومات حاوية مثل القطاعات على القرص، أو (محتوى) معلومات المستخدم/الجمهور مثل الصوت التناظري المجسم. ومن الممكن القيام بمستويات متعددة من التشفير في تنسيق واحد. فقد تحتوي صفحة واحدة من النص المشفر على تشفير لغة رقم النص الفائق ولغة الرقم القابلة للامتداد، مجتمعة في تنسيق ملف نص بسيط، باستخدام إما تشفير الرموز باستخدام كود التبادل الموسع للترميز العشري الثنائي أو أسكي، على الأقراص ذات التنسيق العام للأقراص المضغوطة والرقمية.
في الوسائط الإلكترونية، يكون التنسيق الأساسي هو التشفير الذي يتطلب جهازًا لتفسير (فك تشفير) البيانات؛ في حين أن التشفير الثانوي يتم تفسيره بطرق معالجة الإشارة الثانوية، والتي تكون عادة أحد البرمجيات.

## تنسيقات حاوية التسجيل
تنسيق الحاوية هو أحد الأنظمة المستخدمة في تقسيم مساحة التخزين الفعلية أو المساحة الافتراضية للبيانات. ويمكن تقسيم مساحة البيانات بالتساوي باستخدام نظام وحدات، أو تقسيمها بشكل متفاوت باستخدام البيانات الوصفية. وقد تقسم الشبكة المساحة الفعلية أو الافتراضية بحدود فعلية أو افتراضية (فواصل)، بشكل متساوٍ أو متفاوت. كما هو الحال مع الحاوية المادية (مثل خزانة الملفات) المقسمة بحدود فعلية (كالأدراج والمجلدات)، تقسم مساحة البيانات بحدود افتراضية. وتعمل البيانات الوصفية مثل وحدات القياس، أو العناوين، أو علامات التعريف بوصفها حدودًا افتراضية في تنسيق الحاوية. وقد يعد القالب تنسيقًا تجريديًا لاحتواء أي حل بالإضافة إلى المحتوى نفسه.
- أنظمة القياس
  - النظام المتري
  - نظام الإحداثيات الجغرافية
  - شبكة الصفحة
- تنسيقات الفيلم
- تنسيق بيانات الصوت
- تنسيق شريط الفيديو
- تهيئة القرص
- صيغة الملف
- البيانات الوصفية
  - تنسيق النص
  - قالب
  - بنية البيانات

## تنسيقات المحتوى الخام
إن تنسيق المحتوى الخام هو نظام لتحويل البيانات إلى معلومات يمكن عرضها. ويتم تسجيل تنسيقات المحتوى الخام إما في طرق معالجة الإشارة الثانوية مثل تنسيق حاوية البرنامج (أي صوت رقمي، وفيديو رقمي) أو في تنسيق أولي. وقد يكون هذ التنسيق الأولي للمحتوى الخام مما يمكن ملاحظته مباشرة (مثل الصورة، والصوت، والحركة، والرائحة، والإحساس) أو بيانات مادية لا تتطلب وجود جهاز لعرضها، مثل إبرة الفونوغراف والغشاء أو مصباح البروجكتور والعدسة المكبرة.